# Oswald Wagner
Oswald Wagner (* 1962 in Wels) ist ein österreichischer Mediziner.

## Leben
Von 1981 bis 1987 studierte er Medizin an der Universität Wien. Nach der Promotion 1987 zum Doktor der gesamten Heilkunde und der Venia docendi 1993 für Medizinische und Chemische Labordiagnostik war er von 1997 bis 1998 Ordinarius für Klinische Chemie und Laboratoriumsdiagnostik (Vorstand des Institutes für Klinische Chemie und Pathobiochemie an der Medizinischen Fakultät der Universität Leipzig). 
Seit 1998 ist er Ordinarius für Medizinische und Chemische Laboratoriumsdiagnostik, Medizinische Fakultät, Universität Wien (Vorstand des Klinischen Instituts für Medizinische und Chemische Laboratoriumsdiagnostik, Allgemeines Krankenhaus der Stadt Wien).